# 侯友宜
侯 友宜（こう ゆうぎ、ホウ・ヨウイー、1957年〈民国46年〉6月7日 - ）は中華民国（台湾）嘉義県出身の警察官僚、政治家。新北市長。中国国民党所属。
内政部警政署長（日本の警察庁長官に相当）、中央警察大学校長（日本の警察大学校校長に相当）など警察官僚の要職を経て、新北市長朱立倫の元で副市長に転身、2018年末に朱の二選任期満了に伴い後継候補として市長選挙に出馬、当選。
2024年中華民国総統選挙の国民党候補者である。

## 家庭
友宜の父親は軍人で、戦前は日本海軍に在籍し、戦後は国民政府に召集され国共内戦に参加した。退役後は豚肉販売で生業を立てていた。
友宜は1957年6月7日に嘉義県朴子鎮（現：朴子市）にて四兄弟姉妹中三番目の子として出生。兄（次男）の侯明鋒は「南台湾の乳癌手術第一人者」として知られる乳腺外科医、高雄医学大学付属医院の市立小港医院で院長を歴任している。
夫人との間に一男三女をもうけたが、1992年5月15日に桃園県平鎮市（現・桃園市平鎮区）で発生した観光バスの事故で長男を亡くしている（zh:健康幼稚園火燒車事件）。
俳優・コメディアンの「納豆（林郁智）は侯のいとこ。

## 学歴
- 台湾省立嘉義高級中学卒業
- 中央警官学校
  - 刑事警察学系正科45期卒業（1980年）
  - 犯罪防治研究所博士（2004年）

幼年時は少年野球でプレーしていた。所属する朴子少棒隊で捕手を務め、「神捕」の異名があった。
国立嘉義高級中学卒業後の進路として国防医学院、高雄師範学院（現・国立高雄師範大学の前身）、中央警官学校（中央警察大学の前身）を考えた。家族は杏林（医師）あるいは杏壇（教育界）を望み、友宜は探偵小説の読書中に作中で描写された登場人物の壁登り「壁虎功」をする刑事に憧れたこと、警官学校進学後は楽をしたいと考えていたことで学業のプレッシャーが少ない刑事警察系（系は学部学科に相当）を選んだ。卒業後、内政部警政署刑事警察局副局長任期内に中央警察大学の犯罪防治研究所に進学し、2005年防犯博士課程を修了した。

## 警察キャリア

### 刑事警察
台北市政府警察局

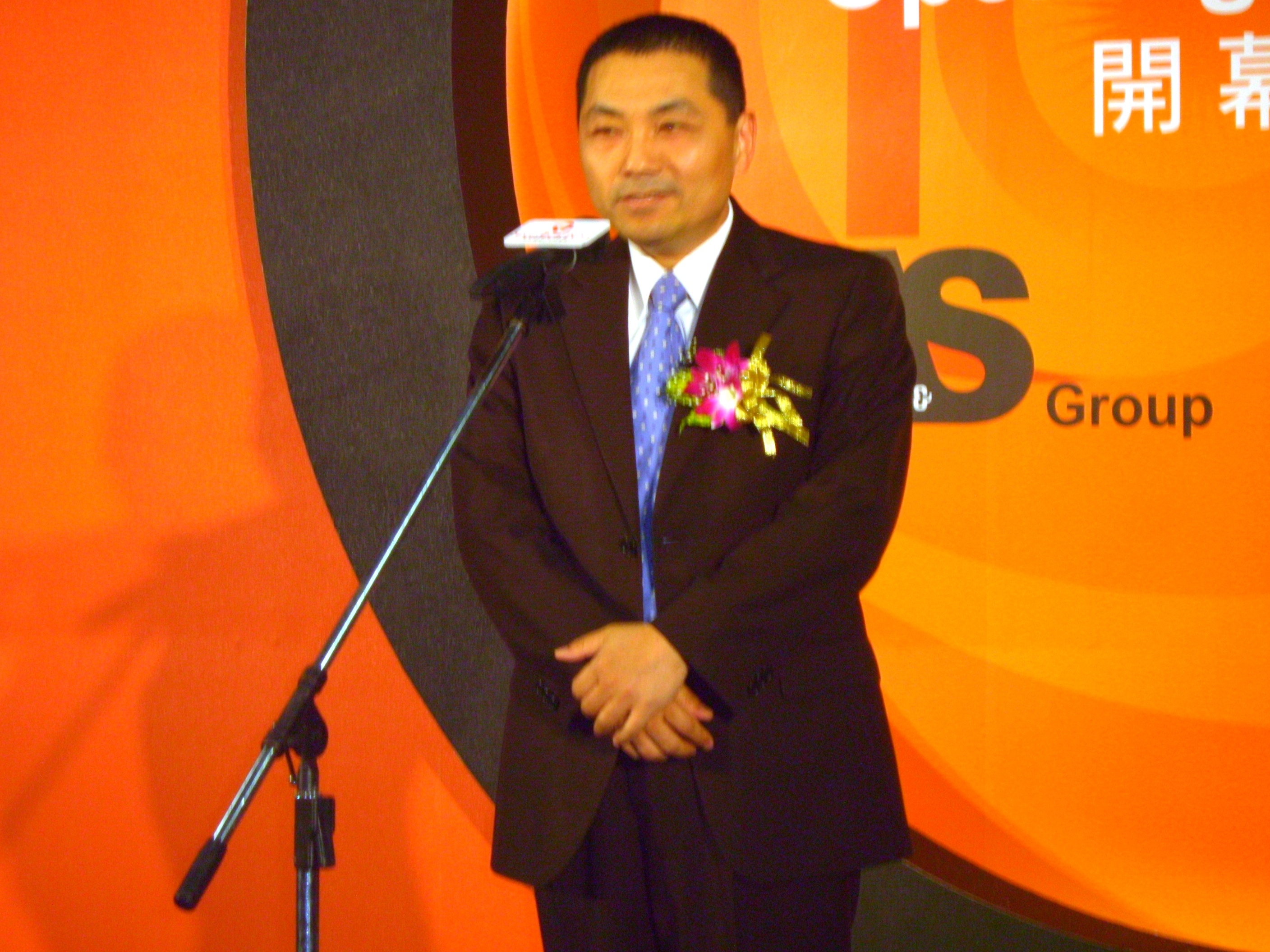
警政署長時代

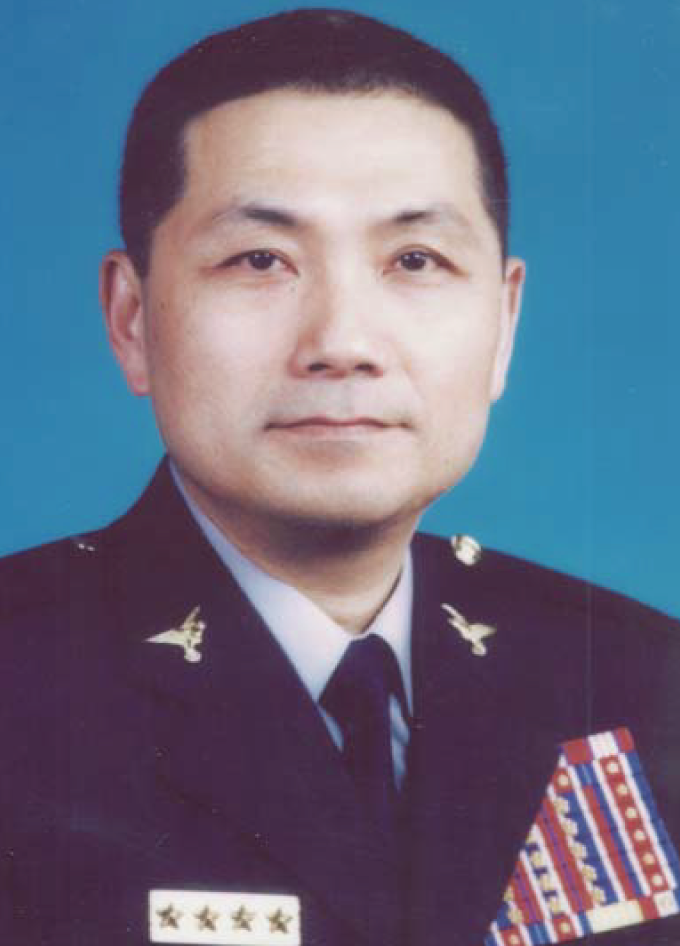
警政署長時代

初の任務となった台北市警察で多くの黒社会構成員や凶悪犯罪者の摘発に携わる。一清専案と呼ばれた大規模摘発作戦の指揮執行で頭角を現した
- 刑事警察大隊分隊長（1980年 - 1985年）[17][18][19]。
- 刑事警察大隊除暴組偵查員（1985年 - 1986年）
- 刑事警察大隊検肅扒竊組組長（1986年 - 1988年）

1980年代で最も凶悪とされた殺人犯の取調を担当した。同じく警察出身の政治家葉毓蘭によると、侯は被疑者の好物だった料理を持ち込んだり、被疑者の母が面会できるよう取り計らうなどで相手からの信用を得て、獄中から手作りの鍾馗を送られるほどだったという。
- 中山分局刑事組組長（1988年 - 1990年）

民主活動家で自由時代雑誌社の鄭南榕を拘束時に焼身自殺を招いてしまったことに対し批判を受けた。侯は「検察からの令状が出ている以上、下っ端の自分には命令には背けなかった。負傷しつつも火災現場から鄭南榕の女児を救出したが、鄭本人の自殺を防げなかったことは誠に遺憾だ。」と表明している。
- 刑事警察大隊副大隊長（1990年 - 1992年）

新光集団を巻き込んだ巨額の詐欺事件に関わった
内政部警政署刑事警察局
- 督導（監視員。1992年 - 1994年）

猟龍専案と呼ばれる作戦の陣頭指揮を執った。当時警察内部で作成されていた凶悪犯のブラックリスト「十大銃撃要犯」の人物で、警官を殺害するなど銃犯罪を繰り返した犯人と銃撃戦の末に爆発したアパートで犯人は焼死した。このときに使用した弾薬数は最多記録となった。また1994年に中国大陸で発生した千島湖事件の調査に従事
- 偵查隊隊長（1994年 - 1995年）

台北市政府警察局
- 刑事警察大隊大隊長（1995年 - 1998年）
- 1996年に宗教家宋七力（中国語版）を詐欺事件で摘発したが、のちに無罪判決が出された[34][35]。
- 1997年、白暁燕の誘拐殺人事件の摘発時に銃撃戦となり、結果的に犯人を含む5名の犠牲者が出た[36][37] [38][39]
- 内政部警政署
- 内政部警政署刑事警察局副局長（1998年 - 2001年2月）
- 桃園市政府警察局（中国語版）局長（2001年2月 - 2003年6月）
- 刑事警察局局長（2003年6月 - 2006年1月）

2003年、「十大銃撃要犯」リストの犯罪者集団に手を焼く南部の地方警察支援のため中央から応援要員を派遣、グループにを壊滅的な打撃を与えた
2004年中華民国総統選挙期間中の現職中華民国総統だった陳水扁狙撃事件でも1年数ヶ月にわたった捜査を担当している。
同年、振り込め詐欺などの通報専用ダイヤル「165」を制定。通信事業者、金融事業者などの協力で受理・通報・検挙・全国での共有などの作業を迅速化し、件数減少に一定の効果があった。
2003年から2005年の刑事局長任期中、国を跨いだ詐欺事件などの情報共有を図るべく、外国に警察連絡官を派遣する制度を開始。外交部との交渉で2005年より連絡官制度の運用が開始された。2006年8月からは日本の東京、マレーシアのクアラルンプール、インドネシアのジャカルタへの派遣が始まり、在外同胞の安全確保や国際犯罪への対処にあたっている

### 史上最年少警政署長
署長（2006年1月 - 2008年5月）
2006年1月、史上最年少の40代で警政署署長に就任、報道では「侯探長」と呼ばれるようになる。
2006年4月、サイバー犯罪に対抗すべく「科技犯罪防治中心」を設立 

### 警大校長
- 中央警察大学校長（2008年6月 - 2010年12月）

2008年、中華民国総統に就任した馬英九は自身が台北市長時代（1998 - 2006）に台北市政府警察局局長に任命していた王卓鈞を警政署長に抜擢したため、侯は中央警察大学校長に転じた。

## 政治キャリア
- 新北市副市長（zh:朱立倫市府）
  - 1期目（2010年12月 - 2014年12月）
  - 2期目（2014年12月 - 2018年3月6日）
- 新北市市長（直轄市第3屆）（2018年12月25日 - 2022年12月24日）

### 新北市副市長
2010年末、新北市長朱立倫の要請で副市長に就任、初の政界進出となった。朱再任後も併せて7年以上その職を続けたため報道では「侯副」の通称で知られる。
2015年6月に発生した八仙水上楽園爆発事故では主催者側の追及を徹底すると述べた。
2015年10月19日、朱立倫が国民党の要請で急遽洪秀柱に代わる2016年中華民国総統選挙の候補者となり休職したため（zh:換柱爭議）、投票日までのの3ヶ月間は代理市長を務めた。
2018年2月28日、九合一地方選挙で朱の後任市長として出馬を表明と同時に副市長職辞任を申し出た。
3月6日、後任として市財政局長の呂衛青が就任。4月6日、侯は民調（世論調査）で元台北県長の周錫瑋などを破り党内正式公認候補が内定、11月24日の選挙では元台北県長、行政院長の民進党候補蘇貞昌を破り三代目市長に当選した。

### 対日関係
2016年、新北市は日本の神奈川県と防災面で提携協定を締結、副市長の侯が市政府代表として訪日した。

### 両岸関係
上海世界旅遊博覧会（WTF）に出展したほか、市政府代表として上海市と観光交流提携備忘録を締結。市長当選後に習近平中国共産党総書記が九二共識に言及し、蔡英文政権への圧力強化を改めて表明した際は、むしろ相互理解を深めるために積極的に交流すべきと述べている。

### 2018年新北市長選挙

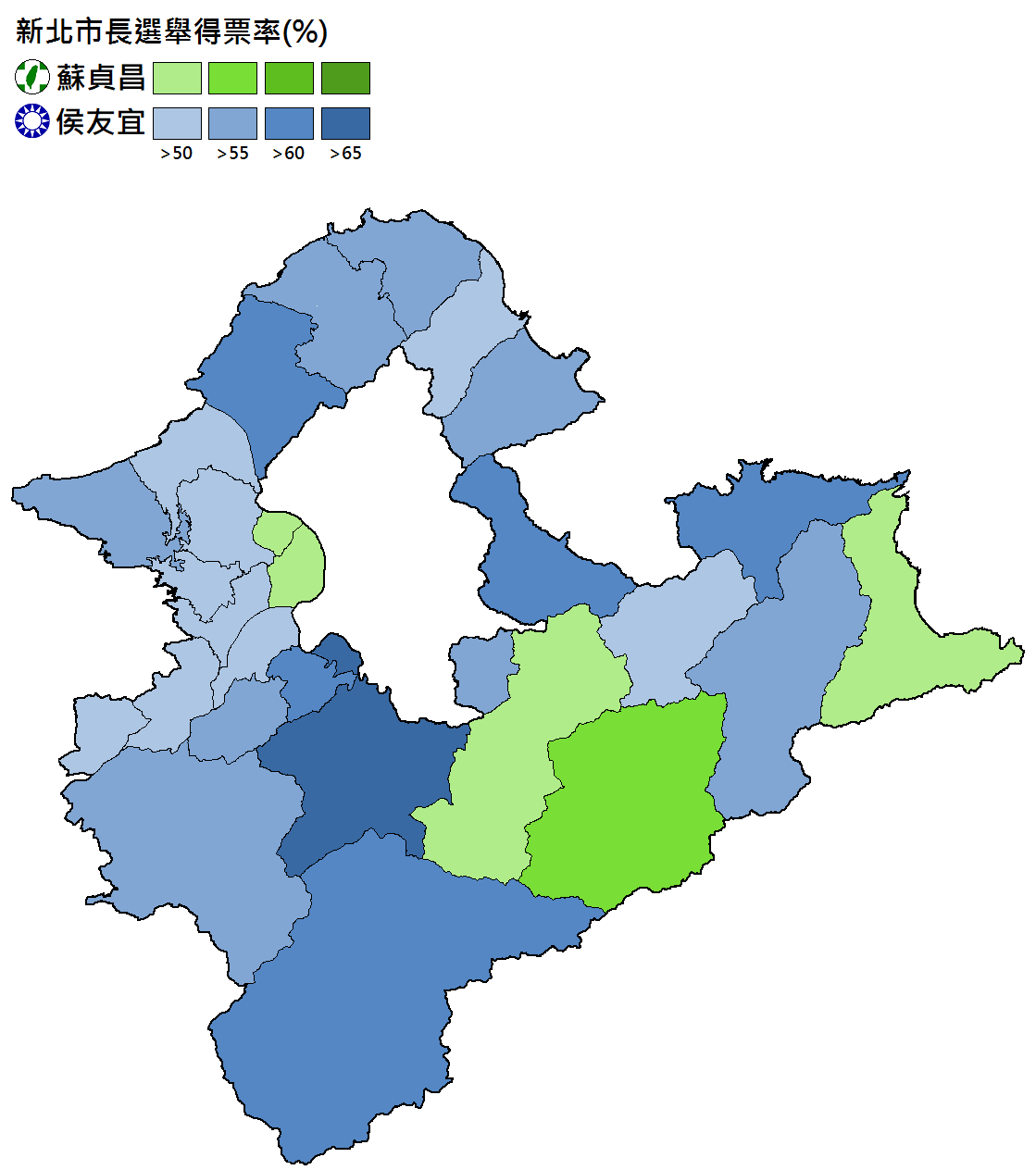
新北市長選の得票分布

| 2018年新北市長選挙結果 | 2018年新北市長選挙結果 | 2018年新北市長選挙結果 | 2018年新北市長選挙結果 | 2018年新北市長選挙結果 | 2018年新北市長選挙結果 | 2018年新北市長選挙結果 |
| 候補者番号             | 候補者名               | 政党                   | 得票数                 | 得票率                 | 当落                   |                        |
| ---------------------- | ---------------------- | ---------------------- | ---------------------- | ---------------------- | ---------------------- | ---------------------- |
| 1                      | 蘇貞昌                 | 民主進歩党             | 873,692                | 42.85%                 |                        |                        |
| 2                      | 侯友宜                 | 中国国民党             | 1,165,130              | 57.15%                 |                        |                        |
| 有権者数               | 有権者数               | 有権者数               | 3,264,128              | 3,264,128              | [ 71 ]                 |                        |
| 投票数                 | 投票数                 | 投票数                 | 2,089,127              | 2,089,127              | [ 71 ]                 |                        |
| 有効票                 | 有効票                 | 有効票                 | 2,038,822              | 2,038,822              | [ 71 ]                 |                        |
| 無効票                 | 無効票                 | 無効票                 | 50,305                 | 50,305                 | [ 71 ]                 |                        |
| 投票率                 | 投票率                 | 投票率                 | 64.0%                  | 64.0%                  | [ 71 ]                 |                        |

### 新北市長

#### 交通政策
朱の政策を引き継ぎ、YouBikeの電動バイク版を推進している。前任の朱立倫が推進していた捷運路線網構想『三環三線』をさらに拡大した『三環三線+三線（三環六線とも）』を掲げている。台北捷運民生汐止線については台北市内の計画推進が台北市長柯文哲の反対により事実上ストップしているため、新北市内区間の先行着工を唱えている。

### 2024年総統選挙
2023年5月17日に2024年中華民国総統選挙における国民党の公認候補者に選出された。同じく国民党からの立候補を模索していた、鴻海科技・鴻海精密工業の創業者である郭台銘は侯を全面支援すると発表（その後は一転して無所属での立候補を表明し、最終的には立候補を断念した）。7月31日に日本を訪問し国会内で超党派議員連盟である日華議員懇談会の議員と懇談したほか、8月1日には自由民主党本部を訪れ萩生田光一政調会長や麻生太郎副総裁ら党幹部と会談し中台関係の安定に努力すると表明。日本を重視する姿勢を示した。11月15日には中国国民党と台湾民衆党との間で野党候補を一本化することで合意し、両党間で協議を行ったが11月24日に決裂し、別々に立候補することとなった。2024年1月13日に執行された総統選挙では得票率33.49％で2位にとどまり、40.05％を獲得した民主進歩党の頼清徳副総統に敗れた。

#### その他
新型コロナウィルス
2020年4月に行われた民調では黄偉哲（台南市長）とともに80%超の満足度となり、6直轄市長のうち最高評価で医師出身の黄や台北市長の柯文哲を上回った。

#### 市政評価
毎年大手経済誌が行う全県市首長の施政を対象とした満足度調査は以下のようになっている
遠見雑誌（毎年5月）
- 2019年：満足度55.6（六都3位、22県市15位）、不満足度13.6（六都で2番目の、22県市では10番目の低さ）、施政68.7（六都2位、22県市11位）、星4つ[82]
- 2020年：満足度87.1（六都・全県市とも首位）、不満足度は3%（六都・全県市とも最少）、施政78.7（六都2位、全県市で3位）、星は5つ[注釈 3]

天下雑誌（毎年9月）
- 2019年：施政滿讀度は68.71で六都（直轄市）で2位、22県市全体でも7位[84]

## 騒動

### 高雄ガス爆発事故の失言
2015年、市内で八仙水上楽園爆発事故発生から1か月後、壹電視の番組《正晶限時批》で侯の会話が暴露され、「最近は（世間の）チャリティの熱意が低下している」と世相を嘆き、「高雄ガス爆発事故の40名とは比較にならない500名が負傷した（中国語: 今天是500個，不像高雄氣爆才40幾個）」と発言していた。負傷者数と死亡者数を混同しているだけではなく、高雄の事故でも死亡者30名以上、負傷者は300名以上にのぼっており、ネット上で猛批判された。
批判に対して侯は「八仙の負傷者家族との面会時に発したフレーズを曲解されたもので高雄の件に無関心だと思われるのは本意ではない、負傷者家族に双方の事故規模が同じではないことを説明していただけ」と釈明した。

### 義父
夫人の父が上海出身であることから、中国大陸訪問時に自身を「生粋の上海っ子の婿」、「（上海籍の）義父から影響を受けている。」とアピールしていた。しかし2018年の選挙活動時にこの発言が蒸し返され、義父は1982年に侯が夫人と交際を始める2年前に他界しており義父と関係を深めることは不可能ではないのかと市民から問い合わせがあった。
侯は「義父とは一度会ったきりでそこまで深い間柄ではなかった。」と釈明したが、ネットでは更に「超能力探偵（中国語: 通靈探長）」と揶揄されてしまった。

### 韓国瑜
2019年、自身を副市長に抜擢した朱立倫を破って高雄市長に就任して間もない韓国瑜が2020年中華民国総統選挙の党公認候補となったことや、韓が新北市で開いた選挙運動では、韓が応援を要請したが市政優先として応じなかったこと、その集会で支持者たちが会場の芝生を荒らしたことで侯が苦言を呈するなど、同じ国民党内でも温度差がみられ、党員からも関係の悪化を噂されるようになった。

## エピソード
副市長時代にはハロウィンのコスプレ姿を披露していた
また、警察官僚出身ということもあり、2018年市長選直前のハロウィンでは台湾でも人気だった両津勘吉のコスプレを披露したり、ナイトクラブでMCに扮する姿もみられた。市内に構えた選挙事務所では同時期に販売されていたソーシャルゲーム「龍戰四方」におけるキャプテン・アメリカ風味の自身および対立候補の蘇のパネルを装飾として使っていた。
市長就任後統一ライオンズを迎えた地元富邦ガーディアンズ本拠地開幕戦で、台北富邦銀行などを擁する親会社の富邦フィナンシャル・グループ董事長の蔡明興を打者役に始球式を行い、ノーバウンド投球を披露した。その際の背番号111について問われると、「両足（11）で第一線に立つ（用兩隻腳站在第一線）」と述べ、市民と肩を並べて施政を行う決意を表明している。

## 著作

### 論文
- 2004年：「台灣地區性侵害殺人犯罪之研究」（2004年、中央警察大学犯罪防治研究所）

### 著書
- 2002年：「談判與危機處理」（黄富源との共著。元照出版有限公司、ISBN  9789572022894）

### 註釈
1. ↑  壁虎（ビーフー）は中国語でヤモリを指し、ヤモリのように両手両足を広げて突っ張った状態で壁を昇り降りすること
2. ↑  zh:探長は中国語圏で一般的に名探偵を指し、かつ香港警察でかつて使われていた高位職の役職名でもある。
3. ↑  高雄市長は罷免投票直前で韓国瑜本人に対する世論調査禁止期間だったため調査対象外となり5直轄市および全21県市による順位[83]
4. ↑  中国発の同タイトルを台湾の代理店が国内展開する際に、政治漫画で知られる韋宗成が監修を務めたため韋の過去作に似た作画のものとなった